# Maikel Moreno Salas
Maikel Moreno Salas (ur. 24 kwietnia 1981 w Grammie) – kubański siatkarz grający na pozycji rozgrywającego w drużynie PV Lugano. Wielokrotny reprezentant swojego kraju. Posiada również włoskie obywatelstwo.

## Osiągnięcia

### Sukcesy klubowe
Mistrzostwo Szwajcarii:
- 2012

Mistrzostwo Szwajcarii:
- 2015

### Sukcesy reprezentacyjne
Puchar Ameryki:
- 2001

Mistrzostwa Ameryki Północnej, Środkowej i Karaibów:
- 2001

Puchar Wielkich Mistrzów:
- 2001

Igrzyska Panamerykańskie:
- 2003

Mistrzostwa Ameryki Północnej, Środkowej i Karaibów:
- 2003